# Amphicallia tigris
Amphicallia tigris là một loài bướm đêm thuộc phân họ Arctiinae, họ Erebidae.